# Centrale nucleare di Civaux
La centrale nucleare di Civaux è una centrale nucleare francese situata nella Vienne, sul territorio del comune di Civaux, a sud-est di Poitiers (34 km), sulla riva sinistra della Vienne.
L'impianto è composto da 2 reattori PWR operativi – modello N4 REP 1450 – da 4 270MWt e da 1 571MWe. I due reattori di Civaux, insieme ai due reattori N4 REP 1450 della centrale nucleare di Chooz, costituiscono gli ultimi (e più potenti) reattori costruiti in Francia, fino all'avvento dell'EPR (negli anni 2010).